# Lijst van presidenten van Algerije
Dit is een lijst van presidenten van Algerije.

## Presidenten van Algerije (1962 – heden)

### Voorzitter van het Voorlopige Uitvoerende Comité (1962)
| Voorzitter | Voorzitter                     | Ambtstermijn          | Partij |
| ---------- | ------------------------------ | --------------------- | ------ |
|            | Abderrahmane Farés (1911–1991) | juli – september 1962 | FLN    |

### Voorzitter van de Nationale Assemblée (1962)
| Voorzitter | Voorzitter               | Ambtstermijn   | Partij |
| ---------- | ------------------------ | -------------- | ------ |
|            | Ferhat Abbas (1899–1985) | september 1962 | FLN    |

### Presidenten van Algerije (1962–1992)
| President | President                                                                                              | Ambtstermijn | Partij |
| --------- | --- | ------------ | ------ |
|           | Ahmed Ben Bella (1916–2012)                                                                            | 1962–1965    | FLN    |
|           | Houari Boumédienne (1932–1978)                                                                         | 1965–1978    | FLN    |
|           | Rebah Bitat (1925–2000) Interim                                                                        | 1978–1979    | FLN    |
|           | Chadli Bendjedid (1929–2012)                                                                           | 1979–1992    | FLN    |
|           | Abdelmalek Benhabyles (1921–2018) Voorzitter van de Grondwettelijke Raad 12 april 1989 – 12 april 1995 | januari 1992 | FLN    |

### Hoge Staatscomité (1992–1994)
Het Hoge Staatscomité werd na de militaire staatsgreep van 1992 door de militairen ingesteld.
| Comité | Comité                                            | Ambtstermijn    | Ambtstermijn    | Partij     |
| ------ | ------------------------------------------------- | --------------- | --------------- | ---------- |
|        | Mohammed Boudiaf (1919–1992) voorzitter           | 16 januari 1992 | 29 juni 1992 †  | partijloos |
|        | Ali Kafi (1928–2013) voorzitter sinds 2 juli 1992 | 16 januari 1992 | 30 januari 1994 | militair   |
|        | Tedjini Haddam (1921–2000)                        | 16 januari 1992 | 30 januari 1994 | partijloos |
|        | Ali Haroun (1927)                                 | 16 januari 1992 | 30 januari 1994 | FLN        |
|        | Kaled Nezzar (1937)                               | 16 januari 1992 | 30 januari 1994 | militair   |
|        | Redha Malek (1931–2017)                           | 3 juli 1992     | 30 januari 1994 | partijloos |

### Presidenten van Algerije (1994 – heden)
| President | President                               | Ambtstermijn     | Ambtstermijn     | Partij |
| --------- | --------------------------------------- | ---------------- | ---------------- | ------ |
|           | Liamine Zéroual (1941)                  | 31 januari 1994  | 27 april 1999    | RND    |
|           | Abdelaziz Bouteflika (1937-2021)        | 27 april 1999    | 2 april 2019     | FLN    |
|           | Abdelkader Bensalah (1941-2021) Interim | 9 april 2019     | 19 december 2019 | RND    |
|           | Abdelmadjid Tebboune (1945)             | 19 december 2019 | heden            | FLN    |

Afkortingen:
- FLN = Front pour la Libération Nationale (Nationaal Bevrijdingsfront)
- PRS = Parti Revolutionnaire Socialiste (Revolutionair-Socialistische Partij)
- RND = Rassemblement National Démocratique (Democratische Nationale Beweging)